# 機械式テレビジョン

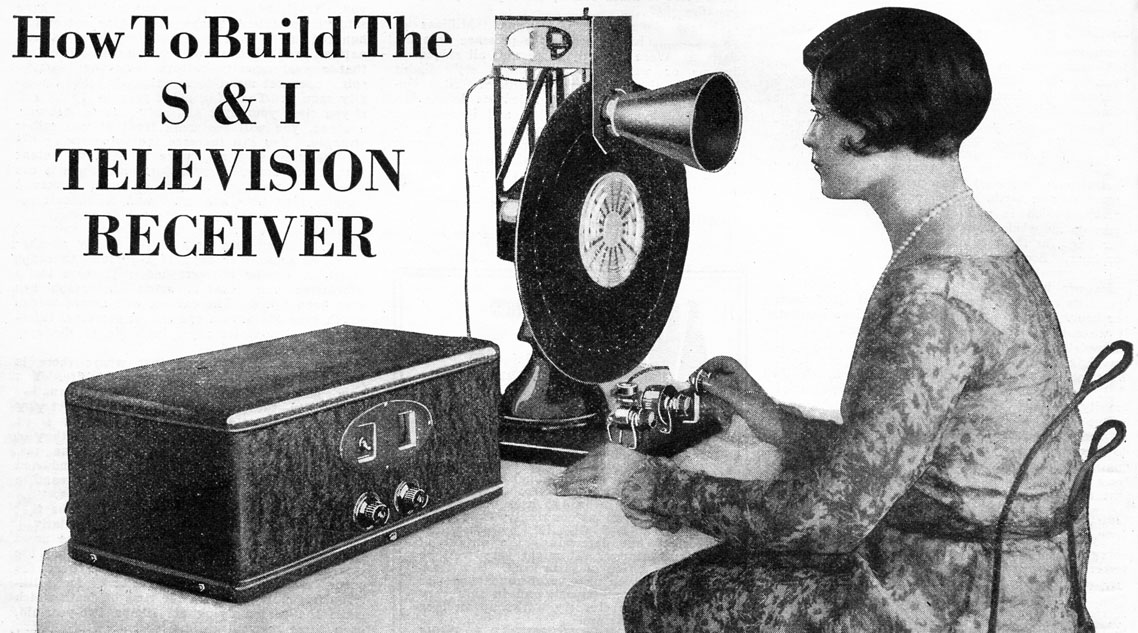
1928年の自家製機械式走査テレビ受信機。「画像を生成するテレビ」（右側）は、ネオンランプの前に、ニプコー円板と呼ばれる一連の穴が開いた回転する金属ディスクを使用している。ランプの前を通過するディスクの各穴は、画像を構成するスキャンラインを生成する。「テレビ受信機」（左側）からの映像信号がネオン管に当てられ、各点の画像の明るさによって明るさが変化する。このシステムは、毎秒7.5フレームのフレームレートで、48本のスキャンラインを備えた1.5インチ（3.8 cm）の正方形の薄暗いオレンジ色の画像を生成していた。

機械式テレビジョン(Mechanical television)は、窓付きの回転する円盤を用いて走査を行うなどの機械的な方式により、テレビジョンを実現する技術である。比較的初期のテレビジョンにおいて用いられた。撮像と表示には機械を使用するが、映像の伝送にはエレクトロニクスと電波が用いられていた。
その後、1920年代に撮像管やブラウン管などを応用した電子式のテレビジョンが開発され、機械式テレビジョンは陳腐化したが、1980年代に開発されたDLPは、デジタルミラーデバイスを応用した新たな機械式テレビジョンである。

## 歴史

### 初期の研究
最初の機械的ラスタースキャン技術は、19世紀にワイヤーによる静止画送信のファクシミリ用に開発された。1843年から1846年に、アレクサンダー・ベインはファクシミリ機を導入した。1851年に、フレデリック・ベイクウェルは実用的な実験室バージョンを示した。1856年以降、ジョヴァンニ・カゼッリによって、電信線で動作する最初の実用的なファクシミリシステムは開発され、実際に使用された。
1873年に、ウィロビー・スミスは、元素セレンの光伝導性を発見し、ほとんどの機械式スキャンシステムでピックアップとして使用されたセレンセルの基礎を築いた。
1885年、オーストラリアのバララットにいたヘンリー・サットン
は、ニプコー円板システム、セレンフォトセル、ニコルプリズム、カー効果セルに基づいて、電信線を介して画像を送信するためのテレファンと呼ばれるものを設計した:319。 1890年に、サットンの設計は国際的に公開された。静止画像を送信および保存するためのその使用の説明は、1896年にワシントンのイブニングスターで公開された。

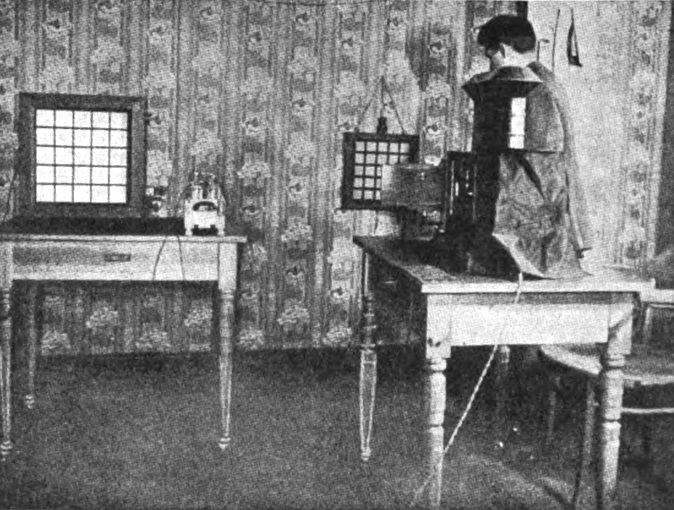
エルンスト・ルーマーは、25エレメントのセレンセル受信機を使用して、電話回線を介して単純な形状の画像を送信できる実験的なテレビシステムを実演した（1909年）。

画像の瞬間的な送信の最初のデモンストレーションは、テレビ受信機のピクセルとして25個のセレンセルを配置したドイツの物理学者エルンスト・ルーマーによって行われた。1909年後半、彼はベルギーで、パレ・ド・ジャスティス（ブリュッセル）から115 km（71マイル）の距離にあるリエージュ市への電話線による簡単な画像の送信を成功裏に実証した。このデモンストレーションは、当時「世界初のテレビ機器の実用モデル」と評されていた。要素の数が限られているため、彼のデバイスは単純な幾何学的形状しか表現できず、コストが非常に高かった。セレンセルあたり15ポンド（45米ドル）の価格で、4,000セルシステムは60,000ポンド（180,000米ドル）の費用がかかり、10,000セルのメカニズムは「風景の背景を必要とするシーンまたはイベント」を再現できると見積もっていた。150,000ポンド（450,000米ドル）の費用がかかった。ルーマーは、ブリュッセル万国博覧会が、博覧会のショーケースとして、大幅に多くのセルを備えた高度なデバイスの構築を後援することへの期待を表明した。しかし、250,000ポンド（750,000米ドル）の推定費用は高すぎることが判明した。

## 機械式テレビジョンの作動原理

### 円盤による物
典型的な機械式な部分はニプコー円板である。螺旋状に穴があいている。カメラは光電素子を用いて回転するニプコー円板の穴を通過してもたらされる光の強弱を検出する。

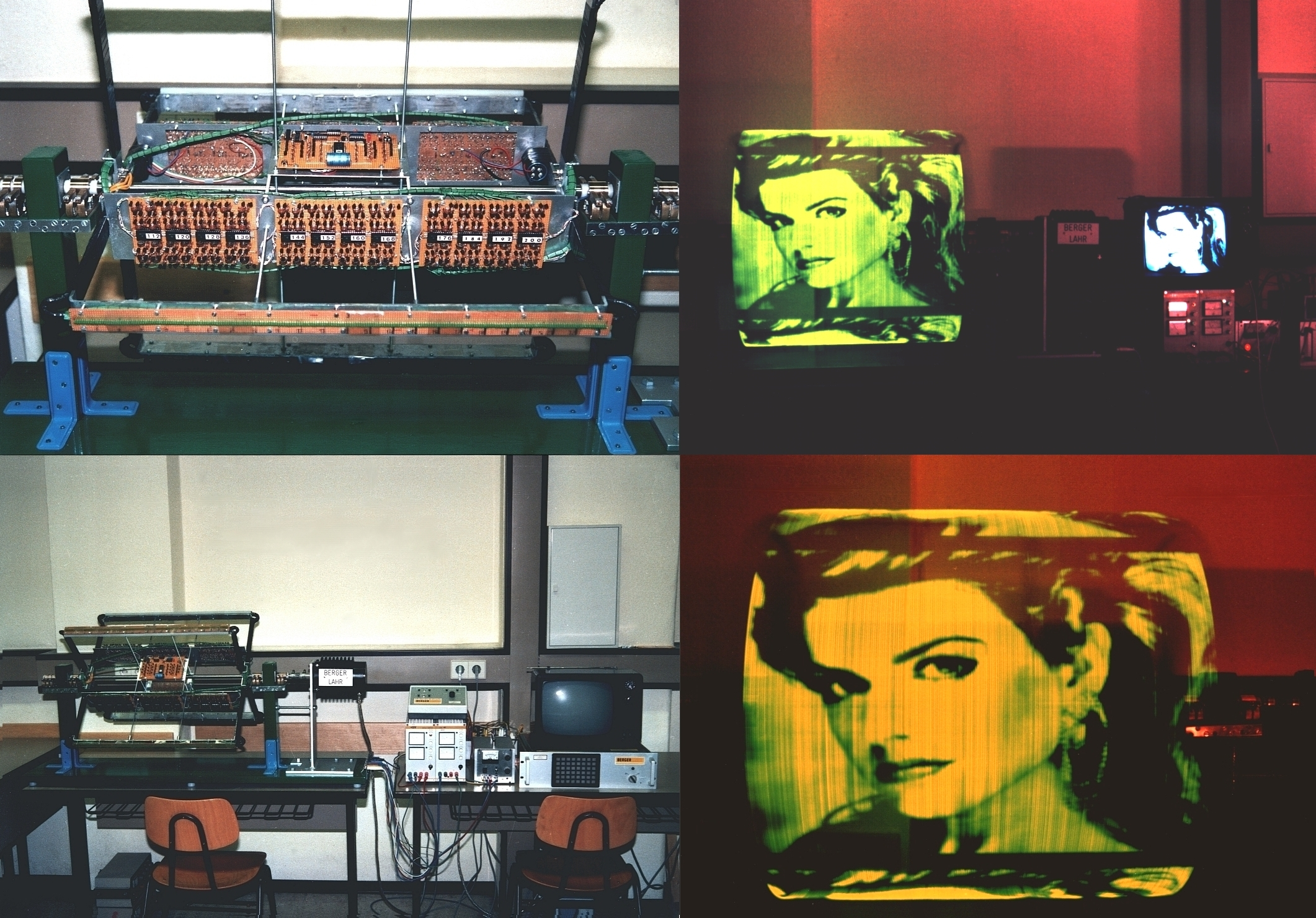
Television Machine with 4 LED - Strips

### 鏡を使ったもの
DLPはスクリーン側と何もない側の二方向に可動する鏡を画素ごとに配置し、光の有無を制御している。画素の色は光源自体の色を変化させる電気的な方法と三色の半透明の円盤を回転させ光源の光量を変化させる電気機械的な方法がある。